# Pop Master
POP MASTER – dwudziesty czwarty singel japońskiej piosenkarki Nany Mizuki, wydany 13 kwietnia 2011. Utwór tytułowy został wykorzystany jako piosenka przewodnia w grze Idol o Tsukurō♪ (jap. アイドルをつくろう♪ Aidoru o tsukurō♪) oraz w 31 High School Quiz stacji NTV, a utwór UNBREAKABLE użyto jako opening w grze UnchainBlades Rexx na Nintendo 3DS i PSP. Singel osiągnął 3 pozycję w rankingu Oricon i pozostał na liście przez 16 tygodni, sprzedał się w nakładzie 73 609 egzemplarzy.

## Lista utworów
| Nr | Tytuł         | Słowa             | Kompozycja  | Aranżacja      | Czas |
| -- | ------------- | ----------------- | ----------- | -------------- | ---- |
| 1. | "POP MASTER"  | Nana Mizuki       | Nana Mizuki | Hitoshi Fujima | 4:43 |
| 2. | "UNBREAKABLE" | Shōko Fujibayashi | Shunryū     | Jun Suyama     | 4:41 |

## Notowania
| Lista                        | Pozycja |
| ---------------------------- | ------- |
| Oricon Weekly Singles Chart  | 3       |
| Oricon Monthly Singles Chart | 9       |
| Oricon Yearly Singles Chart  | 103     |
| Billboard Japan Hot 100      | 5       |
| Billboard JAPAN HOT 100      | 5       |
| Billboard Hot Singles Sales  | 3       |
| Billboard Hot Animation      | 1       |
| Sound Scan                   | 3       |
| CDTV                         | 3       |
| FRIDAY SUPER COUNTDOWN 50    | 3       |